# Asta stricta
Asta stricta är en korsblommig växtart som beskrevs av Reed Clark Rollins. Asta stricta ingår i släktet Asta och familjen korsblommiga växter. Inga underarter finns listade i Catalogue of Life.